# Paul Weitz (Journalist)
Paul Weitz, ursprünglich Paul Weiß, (* 29. Mai 1862 in Ratibor, Provinz Schlesien; † 6. Mai 1939 in Berlin) war ein deutscher Journalist.

## Leben
Weitz war vor 1918 Korrespondent der liberalen Frankfurter Zeitung in Konstantinopel und Mitarbeiter der Tageszeitung „Osmanischer Lloyd“. Während einer Reise in die östlichen Landesteile der Türkei wurde er im Sommer 1918 Zeuge des Völkermordes an den Armeniern Anatoliens und berichtete darüber intern an die zuständigen deutschen Stellen.
Weitz war jüdischer Herkunft und zunächst als Kaufmann tätig, dann Korrespondent für die britische Daily News (eine 1846 von Charles Dickens gegründete, bis 1930 existierende linksliberale Tageszeitung) und die Vossische Zeitung in Belgrad. Ab 1887 war er vor allem für die Frankfurter Zeitung in Belgrad tätig. 1892 wurde Weitz aus Belgrad aufgrund scharfer Kritik an der serbischen Regierung und der Weigerung, für diese Spitzeldienste zu leisten, ausgewiesen. Ab 1896 bis zum Ende des Ersten Weltkrieges 1918 leitete Weitz das extra für ihn geschaffene Büro der Frankfurter Zeitung in Konstantinopel.
Insbesondere in den Jahren der sogenannten „Zweiten türkischen Verfassungsperiode“ war der in der Istanbuler Gesellschaft hervorragend vernetzte Weitz, ähnlich wie sein Freund und Kollege Friedrich Schrader, eine wichtige Informationsquelle für die offiziellen deutschen Vertreter aus Militär und Diplomatie am Bosporus und stand damit in scharfer Konkurrenz zu Hans Humann. Der Industrielle Hugo Stinnes traf auf Paul Weitz während seiner Orientreise im Jahre 1914. Stinnes diskutierte mit Weitz über viereinhalb Stunden intensiv über Orientpolitik und den Orient und bemerkte anschließend „Die Verbindungen und die Tätigkeit dieses eigenartigen Menschen sind erstaunlich“. Von Zeitgenossen wurde Weitz oft als „Holstein der deutschen Orientpolitik“ bezeichnet (in Anspielung auf den legendären Diplomaten der Bismarckzeit Friedrich August von Holstein).
In den Jahren 1913 bis 1917 war „der getaufte Jude“ (O-Ton Lichtheim) Paul Weitz ein wichtiger Kontaktmann für Richard Lichtheim, der in diesen Jahren die Interessen der zionistischen Weltorganisation in Konstantinopel vertrat. Allerdings behauptet Lichtheim in seinen Lebenserinnerungen, Weitz habe ihn 1917 bei den deutschen Behörden als Informant der Amerikaner denunziert, was zu dessen Ausweisung aus der Türkei führte. Lichtheim erwähnt, dass Weitz zeitweise in der Kaiserlichen Deutschen Botschaft in Konstantinopel wohnte (zur Zeit von Botschafter Adolf Marschall von Bieberstein) und über das wahrscheinlich umfangreichste Netzwerk innerhalb der osmanischen Gesellschaft verfügte, dass er mit Hilfe einer detaillierten Kartei pflegte.
Wie sein Kollege Schrader war Weitz nach seiner Ausweisung aus Konstantinopel durch die Alliierten Ende 1918 zunächst stellungslos, wurde dann aber von September 1921 bis 1931 als Referent im Auswärtigen Amt tätig. Ein Nachlass befindet sich im Politischen Archiv des Auswärtigen Amts.
Gegen Ende seines Lebens musste sich Weitz nach den Nürnberger Rassegesetzen, obwohl evangelisch getauft, „Paul Israel Weitz“ nennen. Laut Sterbeurkunde war Weitz zum Zeitpunkt seines Todes ledig.

## „Troika“ Weitz-Schrader-Kaufmann: kritische Solidarität mit der jungosmanischen Revolution 1908/09
Weitz war eng mit dem stellvertretenden Chefredakteur und Gründer des Osmanischen Lloyd, Friedrich Schrader befreundet, der seit 1891 in Konstantinopel lebte, Sozialdemokrat war, sowie dem ab 1910 in Istanbul tätigen Schweizer Journalisten und damaligen Korrespondenten der Neuen Zürcher Zeitung Max Rudolf Kaufmann. Alle drei berichteten für die Frankfurter Zeitung aus der damaligen osmanischen Hauptstadt, Schrader war für seine feuilletonistischen und literaturkritischen Beiträge über die damals neue türkische Literatur bekannt und in diesem Bereich wie Kaufmann auch als Übersetzer tätig.
Die von Weitz angeführte Gruppe der drei Korrespondenten der Frankfurter Zeitung in Konstantinopel war eng mit dem liberalen Flügel der jungtürkischen Partei vernetzt, der die erste jungosmanische Phase der zweiten Verfassungsperiode prägte, dem auch verschiedene bedeutende Persönlichkeiten der nichtmuslimischen Minderheiten des Reiches angehörten (der armenische Türke Diran Kelekian und der libanesische Maronit Sulaiman al-Bustani) der Ziele wie die Modernisierung und Säkularisierung der türkischen Gesellschaft, die Emanzipation der türkischen Frau (Halide Edip als Symbolfigur der türkischen Frauenbefreiung) und die Einführung des lateinischen Alphabets anstrebten, und ein wichtiger Kontakt für deutsche Stellen und Behörden in der Türkei zu diesen Gruppierungen. Die Politik des ethnischen Nationalismus (Panturanismus) und der ethnischen Säuberungen ab 1912, die vor allem vom damaligen Marineattaché der Botschaft Konstantinopel Hans Humann, einem in der Türkei als Sohn des berühmten Pergamon-Ausgräbers Carl Humann geborenen pangermanischen Nationalisten und Duzfreund Enver Paschas, aber auch u. a. von Ernst Jäckh, Friedrich Naumann, und anderen offensiv unterstützt wurde, lehnten die drei Korrespondenten der Frankfurter Zeitung ab. Sie übermittelten interne Berichte über den desolaten Zustand der türkischen Armee und den sich anbahnenden Völkermord an den Armeniern an deutsche Stellen, durften aber aufgrund der Militärzensur und der entsprechenden Selbstverpflichtung der deutschen Zeitungsverleger, nichts  Nachteiliges über den Krieg im Orient zu berichten, keine öffentliche Berichterstattung über diese Dinge unternehmen. Kaufmann wurde nach dem Tod des deutschen Botschafters Marschall von Biebersteins im Jahre 1912, der die Aktivitäten der Weitz-Schrader-Kaufmann-Gruppe unterstützte und ihre Expertise und Netzwerke schätzte, vom Osmanischen Lloyd entlassen und 1916 wegen angeblicher „Spionage“ von  den Türken inhaftiert und nach Deutschland abgeschoben. Auch Friedrich Schrader bekam 1917 im Rahmen eines Konsularprozesses gegen seinen Chefredakteur Max Übelhör Probleme und konzentrierte sich in den Jahren 1917/18 auf archäologisch-denkmalpflegerische Projekte in Istanbul.

## Zitate
„„Die Kultur der Menschheit hat in diesen Ländern eine Katastrophe erlebt, welche die Feder sich sträubt zu schildern. Im Laufe von mehr als drei Wochen legten wir annähernd 600 Kilometer zurück, einen Totenkorridor, wie er einzig in der Geschichte zu verzeichnen steht. Schon deshalb, weil dieser mit keinem Epiteton zu belegende Weg im Süden gegen Bitlis und Van und im Osten gegen Baiburt eine Fortsetzung mit den gleichen barbarischen Verwüstungen und bestialischen Massakres findet. Ferne halte ich mich von der Formulierung einer Anklage oder Verteidigung. Das ist nicht meines Amtes. Eine nahe oder fernere Geschichtsschreibung wird diese Aufgabe übernehmen müssen. Ein Einzelner ist hierzu nicht imstande, möge er noch so tiefen Einblick zu gewinnen glauben und über sonstige Verhältnisse hinaus viel zu sehen im Stande sein. Das Geschaute jedoch in nüchterner Form ohne irgendwelche Uebertreibung, im Gegenteil, zu schildern, gebietet mir die Pflicht.“ (Aus dem Bericht von Paul Weitz an das Auswärtige Amt über seine Reise nach Ostanatolien, Sommer 1918)“

„„As soon as the early reports (über die Deportationen und Massaker an den Armeniern ...) reached Constantinople, it occurred to me that the most feasible way of stopping the outrages would be for the diplomatic representatives of all countries to make a joint appeal to the Ottoman Government. I approached Wangenheim on this subject in the latter part of March. His antipathy to the Armenians became immediately apparent. He began denouncing them in unmeasured terms; like Talaat and Enver, he affected to regard the Van episode as an unprovoked rebellion, and, in his eyes, as in theirs, the Armenians were simply traitorous vermin. "I will help the Zionists," he said, thinking that this remark would be personally pleasing to me, "but I shall do nothing whatever for the Armenians." [...] There were certain influential Germans in Constantinople who did not accept Wangenheim's point of view. I have already referred to Paul Weitz, for thirty years the correspondent of the Frankfurter Zeitung, who probably knew more about affairs in the Near East than any other German. Although Wangenheim constantly looked to Weitz for information, he did not always take his advice. Weitz did not accept the orthodox imperial attitude toward Armenia, for he believed that Germany's refusal effectively to intervene was doing his fatherland everlasting injury. Weitz was constantly presenting this view to Wangenheim, but he made little progress. Weitz told me about this himself, in January, 1916, a few weeks before I left Turkey. I quote his own words on this subject: "I remember that you told me at the beginning," said Weitz, "what a mistake Germany was making in the Armenian matters. I agreed with you perfectly. But when I urged this view upon Wangenheim, he threw me twice out of the room!“ (US-Botschafter Henry Morgenthau senior über Paul Weitz)“